# Mistrzostwa Polski w Boksie 1972
43. Mistrzostwa Polski w boksie mężczyzn odbyły się w dniach 16-23 kwietnia 1972 roku w Krakowie.

## Medaliści
| Kategoria:                        | Złoto:                                   | Srebro:                               | Brąz:                                                                   |
| waga papierowa (do 48 kg)         | Roman Rożek (Turów Zgorzelec)            | Stanisław Niebudek (Błękitni Kielce)  | Józef Musialik (Górnik Knurów) Zygmunt Wrzesiński (Start Elbląg)        |
| waga musza (do 51 kg)             | Stanisław Lechowski (BKS Bolesławiec)    | Leszek Błażyński (BBTS Bielsko-Biała) | Alfons Kuśnierz (Walka Makoszowy) Leszek Strasburger (Gwardia Wrocław)  |
| waga kogucia (do 54 kg)           | Jan Kokoszka (Stal Rzeszów)              | Józef Witek (Gwardia Wrocław)         | Janusz Krampa (Stoczniowiec Gdańsk) Artur Olech (Gwardia Wrocław)       |
| waga piórkowa (do 57 kg)          | Ryszard Tomczyk (BKS Bolesławiec)        | Jan Prochoń (Widzew Łódź)             | Franciszek Czaczyk (Hutnik Kraków) Roman Gotfryd (Legia Warszawa)       |
| waga lekka (do 60 kg)             | Jan Wadas (Górnik Wesoła)                | Jan Gałązka (Legia Warszawa)          | Julian Fryzowicz (Stal Stalowa Wola) Kazimierz Pieniążek (Wisła Kraków) |
| waga lekkopółśrednia (do 63,5 kg) | Krzysztof Pierwieniecki (Pogoń Szczecin) | Zbigniew Osztab (Stal Rzeszów)        | Włodzimierz Caruk (Gwardia Warszawa) Jan Rinke (Zawisza Bydgoszcz)      |
| waga półśrednia (do 67 kg)        | Alfons Stawski (Błękitni Kielce)         | Piotr Osiak (Lublinianka)             | Jan Madej (Metal Tarnów) Jerzy Rybicki (Gwardia Warszawa)               |
| waga lekkośrednia (do 71 kg)      | Wiesław Rudkowski (Legia Warszawa)       | Eugeniusz Baca (Metal Tarnów)         | Henryk Janowski (Stal Stalowa Wola) Józef Stachowiak (Sokół Piła)       |
| waga średnia (do 75 kg)           | Witold Stachurski (Błękitni Kielce)      | Edmund Hebel (Wybrzeże Gdańsk)        | Andrzej Jałowiecki (GKS Tychy) Andrzej Miara (Gwardia Łódź)             |
| waga półciężka (do 81 kg)         | Stanisław Dragan (Hutnik Kraków)         | Janusz Gortat (Legia Warszawa)        | Andrzej Grochocki (Start Elbląg) Ryszard Młyńczak (Resovia)             |
| waga ciężka (powyżej 81 kg)       | Janusz Gerlecki (Legia Warszawa)         | Jerzy Skoczek (Gwardia Warszawa)      | Andrzej Biegalski (Górnik Radlin) Klaudiusz Waldyra (Odra Brzeg Dolny)  |